# 239
239 је била проста година.

## Догађаји
- Марко Антоније Гордијан Август и Маније Акилије Авиола су римски конзули.
- Шапур I постаје савладар са својим оцем Ардаширом, шаханшахом Сасанидског царства
- Из Кине је послата експедиција од 10.000 људи да истражи Тајван.
- Цао Фанг се успиње на престо краљевства Веј у Кини након смрти свог усвојитеља.
- Заједнички напад војски Карпа и Гота на земље под контролом Рисмког царства на Доњем Дунаву, која се наставила све до прихватања контрибуције Рима 240. године.